# ブルー・ヴァレンタイン
『ブルー・ヴァレンタイン』（Blue Valentine）は、トム・ウェイツが1978年に発表したアルバム。

## 解説
ピアノが中心だった従来の路線とは異なり、エレクトリックギターを重視した音作りで、トム自身も過半数の楽曲でエレクトリックギターを弾いている。リトル・リチャード等との共演で知られるドラマー、アール・パーマー等が参加。アルバム・タイトルは、トム所有のフォード・サンダーバードに書かれていた文字にちなみ、裏ジャケットにはその車と、恋人リッキー・リー・ジョーンズが写っている。
「サムホエア」は、ミュージカル『ウエスト・サイド物語』の挿入歌のカヴァーで、1979年4月、トムのキャリアにおいて初のシングルとしてリリースされた。
映画『蜘蛛女』（1993年公開、原題Romeo Is Bleeding）のタイトルは、本作収録曲「血だらけのロミオ」が由来。

## 収録曲
特記なき楽曲はトム・ウェイツ作。
1. サムホエア - "Somewhere (from West Side Story)" (Leonard Bernstein, Stephen Sondheim) - 3:53
2. ドラッグストアの赤い靴 - "Red Shoes by the Drugstore" - 3:14
3. ミネアポリスの女からのクリスマス・カード - "Christmas Card from a Hooker in Minneapolis" - 4:33
4. 血だらけのロミオ - "Romeo Is Bleeding" - 4:52
5. 29ドル - "$29.00" - 8:15
6. ロング・サイド・オブ・ザ・ロード - "Wrong Side of the Road" - 5:14
7. 墓場からの口笛 - "Whistlin' Past the Graveyard" - 3:17
8. ケンタッキー・アヴェニュー - "Kentucky Avenue" - 4:49
9. かわいい小さな弾丸 - "Sweet Little Bullet from a Pretty Blue Gun" - 5:36
10. ブルー・ヴァレンタイン - "Blue Valentines" - 5:49

## カヴァー
- 「墓場からの口笛」は、スクリーミン・ジェイ・ホーキンズがアルバム『サムシング・ファニー・ゴーイング・オン』（1995年）で取り上げた[3]。

## 参加ミュージシャン
- トム・ウェイツ - ボーカル、エレクトリックギター、ピアノ
- レイ・クロフォード - エレクトリックギター
- ローランド・バウティスタ - エレクトリックギター
- シャイン・ロビンソン - エレクトリックギター
- ジム・ヒューアート - ベース
- スコット・エドワーズ - ベース
- バイロン・ミラー - ベース
- ダ・ウィリー・ゴンガ - ピアノ
- ハロルド・バティスト - ピアノ
- チャールズ・カイナード - オルガン
- ハーバート・ハーデスティ - テナー・サックス
- フランク・ヴィカリ - テナー・サックス
- リック・ローソン - ドラムス
- アール・パーマー - ドラムス
- チップ・ホワイト - ドラムス
- ボブ・アルシヴァー - オーケストラ・アレンジ